# 허창원
허창원(許暢原, 1971년 1월 8일 ~ )은 대한민국 충청북도의회 의원이다.

## 학력
- 충북대학교 경영대학원 경영학 석사

## 경력
- 수곡중학교 운영위원장
- 청주지방법원 민사 및 가사 조정위원
- (주)JL건설 대표
- (주)JL건설 이사
- 더불어민주당 충청북도당 대변인
- 2018년 7월 1일 ~ 2022년 3월 25일: 제11대 충청북도의회 의원
  - 2018.07 ~ 2020.06 : 제11대 충청북도의회 전반기 행정문화위원회 부위원장
  - 2018.07 ~ 2020.06 : 제11대 충청북도의회 전반기 의회운영위원회 위원
  - 2018.07 ~ 2020.06 : 제11대 충청북도의회 전반기 윤리특별위원회 위원
  - 2020.07 ~ 2022.03 : 제11대 충청북도의회 후반기 정책복지위원회 위원
  - 2020.07 ~ 2022.03 : 제11대 충청북도의회 후반기 의회운영위원회 위원
  - 2020.07 ~ 2022.03 : 제11대 충청북도의회 청주국제공항활성화지원을위한특별위원회 위원
- 2022.10 ~ : 더불어민주당 충청북도당 수석대변인

## 역대 선거 결과
|  | 44.41% |

|  | 63.25% |